# Nouvelle syntaxe
La nouvelle syntaxe ou grammaire nouvelle est une approche structurale de la langue française qui a pour objet l'étude de l’organisation de la phrase. Elle analyse les seules relations structurelles entre les mots ou groupes de mots pour déterminer leurs fonctions en évitant la confusion avec l'approche sémantique de la grammaire ancienne qui introduisait des questions de sens : elle abandonne par exemple la notion de verbe d'action dont le sujet fait l'action que subit le COD ou la distinction entre sujet apparent (grammatical) et sujet réel.
La maîtrise de cette syntaxe ne vise pas l'étiquetage des éléments constitutifs de la phrase comme fin en soi mais l'appropriation de la langue par la compréhension des mécanismes qu'elle utilise.
Cette approche différente, qui va des groupes aux mots, induit parfois des changements de terminologie.
La nouvelle grammaire est d'abord apparue en Suisse romande dès la fin des années 1970, ensuite elle est introduite au Québec en 1998 au secondaire, puis en 2004 au primaire, et enfin elle est entrée officiellement dans le programme du ministère de l'Éducation nationale de France en 2016. La Belgique utilise une grammaire modernisée différente de celle des autres pays francophones.

## La phrase
La phrase constitue la structure de base de la langue ; elle se définit comme une unité syntaxique autonome qui comporte deux constituants obligatoires : un groupe en fonction sujet et un groupe en fonction prédicat (en simplifiant on considère que le sujet est ce à propos de quoi on parle et le prédicat est ce qu'on en dit). Cette structure minimale peut avoir une ou des extensions sous forme de complément(s) de phrase.

### Les types de phrase
- La phrase de base est de type déclaratif :

ex. : « Les enfants courent sous le préau. »
- mais il existe des phrases de type interrogatif (mots interrogatifs, redondance du sujet derrière le verbe, point d'interrogation/intonation ascendante)

ex. « Est-ce que les enfants courent sous le préau ?  Les enfants courent-ils sous le préau ? »
- Des phrases de type exclamatif  (point d'exclamation/intonation descendante, éventuellement mots exclamatifs)

ex. « Les enfants courent sous le préau ! » - « Oh ! Les enfants courent sous le préau ! » - « Comme les enfants courent sous le préau ! »
- Des phrases de type impératif ou injonctif (ordre, conseil, prière avec utilisation du mode impératif, souvent sans sujet exprimé, souvent avec un point d'exclamation / intonation) :

ex. « Les enfants, courez sous le préau ! »

### Les phrases transformées
- Positive, active, neutre et personnelle, la phrase de base peut toujours se transformer en phrase négative à l'aide d'un groupe adverbial qui encadre le verbe et le modifie :

ex. : « La neige tombe sur le sol gelé / La neige ne tombe pas sur le sol gelé. »
- ou se transformer en phrase emphatique avec le présentatif « c'est...qui » et  ses variantes  « c'est...que, ce sont...qui » ou « voilà… qui/que » :

ex. « Ce sont les enfants qui courent sous le préau. » - « Voilà les enfants qui courent sous le préau. »
- Avec des verbes spécifiques la phrase peut se transformer en phrase passive :

ex. « Le vent souffle la neige / la neige est soufflée par le vent » (on appelle l'ancien complément d'agent complément indirect du verbe passif)
- Avec certains verbes on peut avoir une phrase impersonnelle : on analyse le pronom personnel il comme le sujet et le groupe qui suit le verbe comme un complément direct du verbe (remplacement des dénominations traditionnelles qui identifient sujet grammatical  et sujet réel) :

ex. : « Il tombe de la neige. » - « Il arrive qu'il neige. »

### La phrase matrice (complexe)
On définit comme « phrase matrice » la phrase qui comporte des phrases coordonnées (avec une conjonction de coordination ou un adverbe de liaison comme « puis, ensuite... ») ou celle qui présente une phrase enchâssante (ancienne proposition principale) et une phrase enchâssée ou phrase subordonnée (ancienne proposition subordonnée) introduite par un subordonnant (conjonction de subordination, pronom relatif ou pronom  ou adverbe interrogatif). La grammaire traditionnelle parlait dans ces cas de phrase complexe. 
Ces phrases subordonnées peuvent être sujet (ex. « Qu'il fasse froid me convient »), complément du nom (ex. « Entends la douce nuit qui marche »), complément de l'adjectif (ex. « Je suis heureux que tu viennes »), attribut du sujet (ex. « La vérité est que vous ne savez rien »), complément direct du verbe (ex. « J'apprends qu'il est arrêté par la police »), complément indirect du verbe (ex. « Je profite de ce que vous êtes là »), complément de phrase (subordonnée circonstancielle qui exprime le temps , la cause, le but...) (ex. « Quand sonne l'heure,/ Je me souviens des jours anciens ») à quoi s'ajoute la subordonnée corrélative (ex. « J'ai tant rêvé de toi Que tu perds ta réalité »).

## L'analyse syntaxique de la phrase
Il s'agit de percevoir la phrase comme un système de relations et d'identifier celles-ci.
Elle se fait sur plusieurs niveaux : le repérage de la phrase (unité syntaxique), l'identification des groupes constituants fondamentaux de la phrase (sujet-prédicat + compléments de phrase) et les classes de mots.
La grammaire structurale exploite un certain nombre de manipulations appliquées aux groupes et aux mots comme la substitution (remplacement), l’effacement d’un élément non essentiel, l’expansion (ajout), la mobilité (déplacement) , l’encadrement (par une négation comme « ne...pas » pour identifier un verbe), la pronominalisation (remplacement par un pronom), la transformation passive, la permutation (attribut du sujet).
Remarques : 
- On retient comme structure d'étude le cas de la phrase verbale commune.
- Pour préserver des automatismes on parle de groupe même quand il n'y a qu'un terme. Il s'agit alors d'un groupe potentiel dans lequel pourraient s’ajouter des expansions.

### Les constituants fondamentaux
Exemple de phrase de base : « Chaque lundi, l'enfant récitait un poème. »

#### Le groupesujet
Il désigne ce de quoi on parle (Changement : sujet de la phrase et non sujet du verbe).
Ex.  « Chaque lundi, l'enfant récitait un poème. » 
Il est généralement un groupe nominal ou un groupe pronominal sans préposition (mais aussi une subordonnée).
ex. : « Qu’elle reprenne ses études plaira sûrement à ses parents. ») 
Il est non supprimable et ordinairement à gauche du verbe (sujet inversé après le prédicat : voir exemple). Il est aussi remplaçable par un pronom et encadrable par la construction emphatique  « c'est…qui » et ses variantes. Il n'est pas remplaçable par un adjectif.
Il détermine l'accord du verbe en personne et en nombre et l'accord du participe passé employé avec l'auxiliaire « être ».
À la forme impersonnelle on analyse le pronom impersonnel « il » comme le sujet et le GN qui suit le verbe comme un complément direct du verbe (remplacement des dénominations traditionnelles qui identifient sujet grammatical  et sujet réel) : 
ex. : « Il tombe de la neige. » - « Il arrive qu'il neige. »

#### Leprédicat
Il a pour noyau le verbe conjugué : le mot « prédicat » indique la fonction syntaxique du groupe verbal. Il comporte souvent plusieurs éléments.
Ex. « Chaque lundi, l'enfant récitait un poème. » 
Le verbe est encadrable par « ne…pas » et varie avec la personne et le nombre du sujet. Les constituants du prédicat ne sont pas déplaçables en dehors du prédicat, par exemple pas en début de phrase.

#### Lescompléments de phrase
Ce sont des éléments mobiles dans la phrase (ils ne sont pas essentiels, on peut les supprimer et les déplacer). Ils appartiennent à des classes grammaticales diverses (groupe nominal, groupe prépositionnel, groupe adjectival, groupe adverbial, subordonnée circonstancielle).
Ils expriment principalement des notions comme le temps, le lieu, le but, la cause, la manière …
Ex; « Chaque lundi, l'enfant récitait un poème. » (expression du temps)
Remarques : 
- Dans le cas de structures peu évidentes, il peut être opportun d'inverser la recherche des compléments de phrase et du prédicat.
- Un certain flottement existe parfois entre complément du verbe et complément de phrase précisant la circonstance. C'est l'intensité du lien verbe-complément qui fait la différence. Ex « Je me suis couché de bonne heure. » : Complément du verbe / « Je suis allé de bonne heure à la piscine. » : Complément de phrase.

### Les constituants du prédicat

#### Attributs du sujet
- S'il la phrase comporte un verbe attributif (remplaçable par « être » comme les anciens verbes d'état ou en emploi attributif de verbes comme vivre, mourir, sortir, revenir, arriver, tomber, partir)  on rencontre un groupe attribut du sujet (groupe adjectival ou groupe nominal). Le nom attribut désigne le même élément que le sujet. Il n'est pas mobile et n'est pas supprimable. Il est remplaçable par un adjectif.

ex. « Victor Hugo est un grand poète romantique » (groupe nominal) - « Alphonse de Lamartine mourut pauvre et oublié en 1869 » (groupe adjectival).

#### Compléments du verbe
Avec les verbes non attributifs (non remplaçables par « être » - anciens verbes d'action), peuvent exister les compléments du verbe (qui ne sont pas obligatoires, ex. de verbe seul : « Les oiseaux chantent »)
On peut avoir des compléments directs (sans préposition) ou indirects (groupes prépositionnels). Il peut s'agir de groupes nominaux, de groupes infinitifs, de subordonnées complétives (« J'apprends qu'il est emprisonné = j'apprends son emprisonnement ») ou interrogatives indirectes (« J'ignore s'il viendra »), ou de subordonnées relatives indéterminées « J'écoute ce qu'il dit » ou encore de subordonnées infinitives « J'entends siffler le train. »

##### Les compléments directs du verbe
- Les compléments directs qui peuvent devenir sujet passifs (anciens COD) pour l'accord des participes passés employés avec l'auxiliaire « avoir ».

Phrase type : « Le chat mange la souris / La souris est mangée par le chat. »
Ces compléments directs du verbe ne sont pas remplaçables par un adjectif (différence avec les GN attributs), ils ne sont pas remplaçables par un adverbe comme la plupart des compléments  de circonstance. Ils ne sont pas mobiles. Ils sont concernés par l'accord du participe passé employé avec l'auxiliaire « avoir ».
ex. « Et les fruits passeront la promesse des fleurs » : GN complément direct du verbe
Remarque : Certains verbes comme les verbes d'opinion commandent un groupe attribut du complément direct sous la forme d'un groupe adjectival ou groupe nominal (ancien attribut du COD) :
ex. « J'estime ces jouets dangereux = que ces jouets sont dangereux »– « En France, l'histoire a proclamé Vercingétorix héros national »
- -     - Autres compléments directs du verbe :

- un groupe nominal qui ne peut pas devenir sujet passif :  ex. « Fontenelle a vécu cent ans. » (mesure) -  « Ce livre coûtait vingt sous. » (prix)

- un adverbe modificateur du verbe : ex. « Berce-le chaudement. » - « Les nouvelles vont vite. »

##### Les compléments indirects du verbe
- Les groupes prépositionnels compléments indirects des verbes à construction particulière (verbes transitifs indirects avec anciens COI) :

ex. « Je songe à toi. » -  Le lion échappe à son gardien. »
La phrase n'est pas transformable au passif.
- Les groupes prépositionnels compléments indirects associés à un complément direct (ancien complément d'objet second). Ils demeurent dans la phrase mise à la voix passive.

ex. « L'enfant offre des fleurs à sa mère. Des fleurs sont offertes à sa mère par l'enfant.»
Parfois le complément direct est sous-entendu  : ex. « Je parle à mon bonnet. »  et on peut rencontrer un premier complément indirect (ancien COI) et un second complément indirect (ancien COS) : « Il joue du piano à sa mère .»
- Les groupes prépositionnels compléments indirects du verbe passif (traditionnel complément d'agent) qui deviennent sujet à la forme active :

ex. « Les exploits d'Achille ont été chantés par Homère ».
- Les groupes prépositionnels compléments indirects : ils sont difficilement effaçables ou déplaçables. Ils peuvent indiquer le lieu (ex. « Je vais à la ville. ») ou la manière (ex. « Je mange ce gâteau avec plaisir. »)[9].

Remarque : Un certain flottement existe parfois entre complément du verbe et complément de phrase précisant la circonstance. C'est l'intensité du lien verbe-complément qui fait la différence. Ex. « Je me suis couché de bonne heure. » : Complément du verbe / « Je suis allé de bonne heure à la piscine. » : Complément de phrase.

## Les constituants du groupe nominal
Les groupes nominaux sont répandus car ils peuvent avoir la plupart des fonctions. Leurs composants sont multiples.
Le noyau est le nom : celui-ci est en général précédé d'un déterminant dont il commande l'accord. Il commande aussi l'accord de l'adjectif  (anciennement adjectif qualificatif) quelle que soit sa fonction. Dans le cas du groupe nominal sujet il commande également l'accord du verbe conjugué (personne et nombre) et l'accord du participe passé si l'auxiliaire « être » est utilisé.
ex. « L'hirondelle est partie / Les hirondelles sont parties. »
Le nom peut avoir une expansion du nom (un complément du nom) sous la forme 
- d'un groupe adjectival (parfois complété par un adverbe) : ex. « Une très longue promenade »

- d'un groupe prépositionnel complément du nom : groupe nominal (ex. « La gloire de mon père. » (ou un groupe infinitif (ex. « Le bonheur d'aimer. ».  Il ne représente pas le même élément que le nom qu'il complète et ne peut pas être transformé en attribut du sujet : ex. « Le roi de France. »  (roi ≠ France). Parfois le groupe complément du nom n'est pas prépositionnel (ex. « La tour Eiffel. »).

- d'un groupe nominal juxtaposé (ancienne apposition) qui représente le même élément que le nom et peut être transformé en attribut du sujet : ex. « Le royaume de France » (royaume = France)

ex. « Je suis venu, calme orphelin, vers les hommes des grandes villes » 
- d'une subordonnée relative : ex. « Je dis tu à tous ceux que j'aime » (complément du pronom)

- d'une subordonnée complétive :  ex. « la crainte que tu sois parti m'a fait pleurer. » (= la crainte de ton départ).

Selon le type d'information qu'ils apportent, on distingue les déterminants définis (le jour), indéfinis (un jour), partitifs (je mange du pain), démonstratifs (ce jour), possessifs (mon jour de chance), quantitatifs (ancien adjectif indéfini) (chaque jour), numéraux (trois jours), interrogatifs (quel jour viens-tu?) et exclamatifs (quelle journée !).

## Lesadjectifs
Ils s'accordent avec le nom qu'ils complètent, qu'ils soient complément du nom (ancien épithète) ou attribut du sujet (il s'agit des anciens adjectifs qualificatifs).
- Les adjectifs qualifiants :

Ils expriment pas une qualité relevant d'une appréciation particulière et subjective. Ils sont déplaçables  avant ou après le nom :
ex. «  Une attention touchante / une touchante attention. » (avec des limites comme la place des adjectifs courts (ex. « Un beau dimanche .»)
Ils peuvent être complétés par un adverbe qui note l'intensité ou la comparaison  (ex. « Une très touchante attention » - « Le jour le plus long est arrivé ») et peuvent être construits en fonction d'attribut du sujet (ex.  « Cette attention était touchante. ») Ils sont l'équivalent d'un GNP complément du nom : ex. « Espérant des lendemains épiques » = des lendemains d'épopée.
Ils se rencontrent dans des groupes nominaux de toute fonction : les notions d’épithète et d'épithète détachée disparaissent au profit d'une dénomination générale de complément du nom. On peut noter une mise en valeur particulière par la ponctuation (ancienne mise en apposition) en parlant de  « en construction détachée » :
ex. « Heureux, l'enfant s'endort. »
L'adjectif qualifiant peut trouver place dans le prédicat comportant un verbe attributif (remplaçable par être) : il est alors attribut du sujet (ex. « Juliette est amoureuse de Roméo. ») ; il peut aussi être attribut du complément direct (ancien attribut du COD). Ex. « Je crois mon ami sincère. »
Il peut-être suivi par une subordonnée complétive complément de l'adjectif : ex. « Je suis heureux que tu sois venu.»
- Les adjectifs classifiants :

Ils n’expriment pas une opinion mais une appartenance à une classe objective comme les adjectifs de forme ou de couleur ou les adjectifs marquant un rang (anciens adjectifs numéraux ordinaux)
ex. « La douceur angevine. » - « Le cinquième élément. »
Ils sont difficilement déplaçables devant le nom,  ne peuvent pas être complétés par un adverbe (sauf les adjectifs de couleur), sont non transformables en attribut du sujet  (sauf adj. de couleur et ceux indiquant le rang).
Exemple récapitulatif : Dans « Sa douce langue natale » (Baudelaire - Invitation au voyage) : « douce » est un adjectif qualifiant (il exprime une appréciation) et « natale » est un adjectif classifiant (c'est une notation objective).

## Synthèse
Les relations à l'intérieur de la phrase peuvent être représentées sous la forme graphique d'un schéma appelé arbre syntaxique.

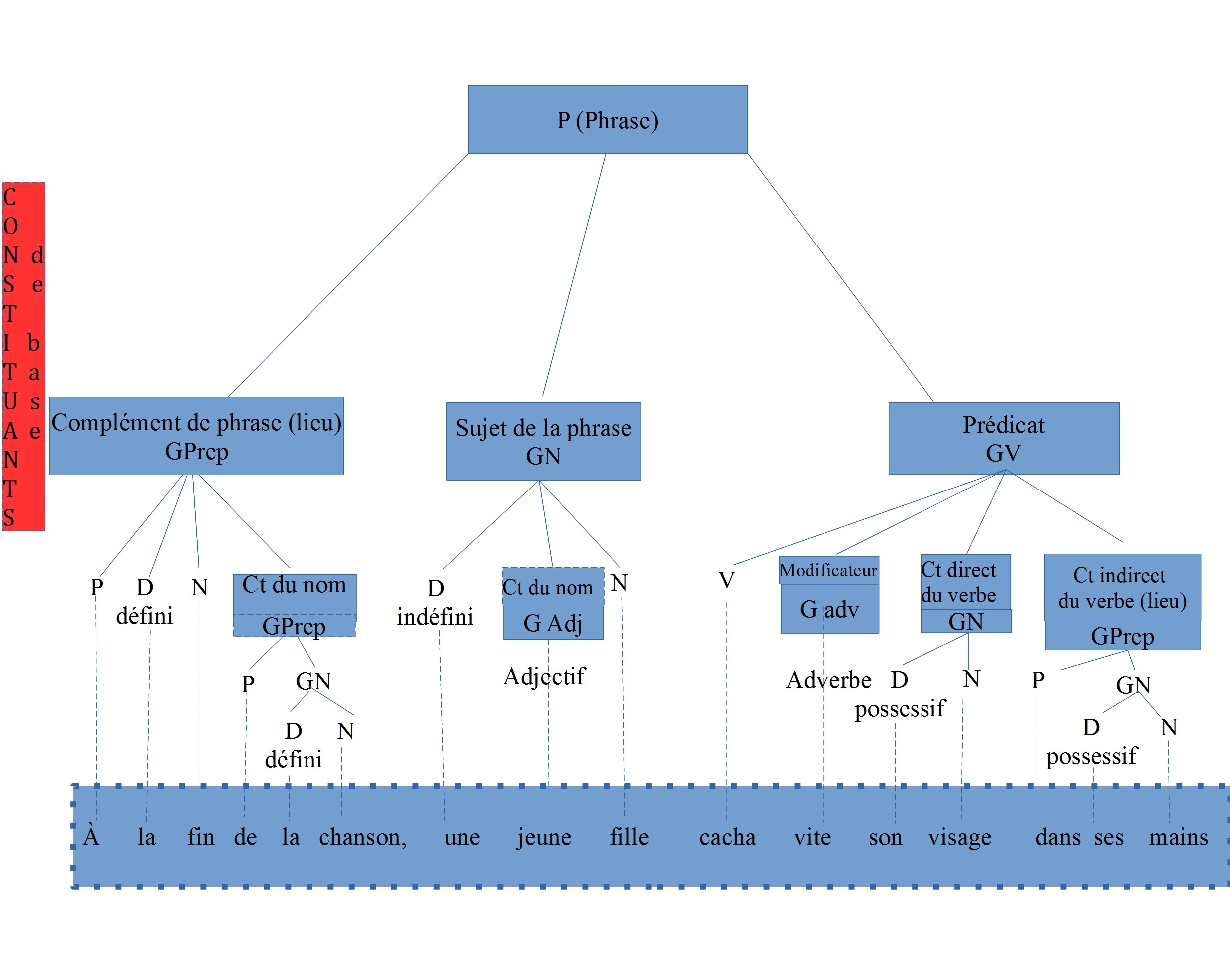
Représentation graphique des relations dans une phrase.

Exemple d'analyse en arbre.